# Joe DiPenta
Joseph DiPenta (né le 25 février 1979 à Barrie dans la province de l'Ontario au Canada) est un joueur professionnel retraité de hockey sur glace.

## Carrière
DiPenta joua durant deux saisons avec l'équipe de hockey de l'Université de Boston, les Terriers, avant de rejoindre les Mooseheads d'Halifax de la Ligue de hockey junior majeur du Québec pour sa dernière saison au niveau junior.
Bien qu'ayant été repêché par les Panthers de la Floride en 1998, il ne devint joueur professionnel qu'en 2000. Alors incapable de décrocher un contrat avec l'équipe floridienne, il se joint aux Flyers de Philadelphie à titre d'agent libre.
Il joue les deux saisons suivantes avec le club-école des Flyers dans la Ligue américaine de hockey, les Phantoms de Philadelphie avant de se voir être échangé aux Thrashers d'Atlanta en mars 2002. Il termine cette saison avec les Wolves de Chicago et aide ces derniers à remporter la Coupe Calder.
Lors de la saison 2002-2003, DiPenta fait ses débuts dans la LNH en prenant part à trois rencontres avec les Thrashers. Il récolte ses deux premiers points en carrière lors de ce court séjours. Devenant joueur autonome à l'été 2004, il s'entend avec les Canucks de Vancouver pour une saison. La LNH étant en lock-out, il se joint au club affilié aux Canucks dans la LAH, le Moose du Manitoba.
Son contrat arrivant à terme à l'été 2005, il accepte une offre des Ducks d'Anaheim et obtient par le fait même un poste permanent avec l'équipe. Il a remporté la Coupe Stanley avec l'équipe 2006-2007 des Ducks contre les Sénateurs d'Ottawa en cinq matchs.
Après un séjour d'une saison en Suède il signe un contrat avec les Sabres de Buffalo en 2009. Di Penta rejoint alors le club affilié aux Sabres dans la LAH, les Pirates de Portland avec de s'aligner la saison suivante avec le Crunch de Syracuse où il agit à titre de capitaine de l'équipe. Au terme de cette saison, il annonce son retrait de la compétition.

## Statistiques
| Saison     | Équipe                   | Ligue      |     | Saison régulière | Saison régulière | Saison régulière | Saison régulière | Saison régulière |   | Séries éliminatoires | Séries éliminatoires | Séries éliminatoires | Séries éliminatoires | Séries éliminatoires |
| Saison     | Équipe                   | Ligue      | PJ  | B                | A                | Pts              | Pun              | PJ               | B | A                    | Pts                  | Pun                  |                      |                      |
| 1997-1998  | Terriers de Boston       | HE         | 38  | 2                | 16               | 18               | 50               | —                | — | —                    | —                    | —                    |                      |                      |
| 1998-1999  | Terriers de Boston       | HE         | 38  | 2                | 15               | 17               | 72               | —                | — | —                    | —                    | —                    |                      |                      |
| 1999-2000  | Mooseheads d'Halifax     | LHJMQ      | 63  | 13               | 43               | 56               | 83               | 10               | 3 | 4                    | 7                    | 26                   |                      |                      |
| 2000-2001  | Phantoms de Philadelphie | LAH        | 71  | 3                | 5                | 8                | 65               | 10               | 1 | 2                    | 3                    | 15                   |                      |                      |
| 2001-2002  | Phantoms de Philadelphie | LAH        | 61  | 2                | 4                | 6                | 71               | —                | — | —                    | —                    | —                    |                      |                      |
| 2001-2002  | Wolves de Chicago        | LAH        | 15  | 0                | 2                | 2                | 15               | 25               | 1 | 3                    | 4                    | 22                   |                      |                      |
| 2002-2003  | Wolves de Chicago        | LAH        | 76  | 2                | 17               | 19               | 107              | 9                | 0 | 1                    | 1                    | 7                    |                      |                      |
| 2002-2003  | Thrashers d'Atlanta      | LNH        | 3   | 1                | 1                | 2                | 0                | —                | — | —                    | —                    | —                    |                      |                      |
| 2003-2004  | Wolves de Chicago        | LAH        | 73  | 0                | 6                | 6                | 105              | 10               | 1 | 0                    | 1                    | 13                   |                      |                      |
| 2004-2005  | Moose du Manitoba        | LAH        | 73  | 2                | 10               | 12               | 48               | 14               | 0 | 5                    | 5                    | 2                    |                      |                      |
| 2005-2006  | Mighty Ducks d'Anaheim   | LNH        | 72  | 2                | 6                | 8                | 46               | 16               | 0 | 0                    | 0                    | 13                   |                      |                      |
| 2006-2007  | Ducks d'Anaheim          | LNH        | 76  | 2                | 6                | 8                | 48               | 16               | 0 | 0                    | 0                    | 4                    |                      |                      |
| 2007-2008  | Ducks d'Anaheim          | LNH        | 23  | 1                | 4                | 5                | 16               | —                | — | —                    | —                    | —                    |                      |                      |
| 2008-2009  | Frölunda HC              | Elitserien | 47  | 1                | 5                | 6                | 71               | 11               | 0 | 1                    | 1                    | 12                   |                      |                      |
| 2009-2010  | Pirates de Portland      | LAH        | 65  | 2                | 5                | 7                | 83               | 4                | 0 | 0                    | 0                    | 4                    |                      |                      |
| 2010-2011  | Crunch de Syracuse       | LAH        | 70  | 1                | 3                | 4                | 62               | —                | — | —                    | —                    | —                    |                      |                      |
| Totaux LNH | Totaux LNH               | Totaux LNH | 174 | 6                | 17               | 23               | 110              | 32               | 0 | 0                    | 0                    | 17                   |                      |                      |

## Honneurs et trophées
Ligue américaine de hockey
- Vainqueur de la Coupe Calderavec les Wolves de Chicago en 2002.

Ligue nationale de hockey
- Vainqueur de la Coupe Stanley avec les Ducks d'Anaheim en 2007.

### Transactions en carrière
- Repêchage 1998 ; réclamé par les Panthers de la Floride (3e choix de l'équipe, 61e au total).
- 12 juillet 2000 ; signe à titre d'agent libre avec les Flyers de Philadelphie.
- 5 mars 2002 ; échangé par les Flyers aux Thrashers d'Atlanta en retour de Jarrod Skalde.
- 19 août 2004 ; signe à titre d'agent libre avec les Canucks de Vancouver.
- 11 août 2005 ; signe à titre d'agent libre avec les Mighty Ducks d'Anaheim.
- 15 juillet 2008 ; signe à titre d'agent libre avec le Frölunda HC de la Elitserien.
- 11 juillet 2009 ; signe à titre d'agent libre avec les Sabres de Buffalo.
- 26 août 2010 ; signe à titre d'agent libre avec le Crunch de Syracuse.